# Biblioteca Sant Pau - Santa Creu
La Biblioteca Sant Pau - Santa Creu es una biblioteca pública de la ciudad española de Barcelona. Creada en 1940 y desde 1970 en su ubicación actual, en una de las más antiguas de la ciudad en su tipo.
Se encuentra emplazada en el barrio de El Raval del distrito de Ciudad Vieja, específicamente en el acceso por la calle del Carmen a la manzana del antiguo Hospital de la Santa Cruz, donde actualmente se sitúa también la Biblioteca de Cataluña.

## Historia
En 1940, a inicios de la dictadura franquista (1939-1975), se abrió la Biblioteca Infantil Santa Creu, y al año siguiente la Biblioteca Juvenil Sant Pau. Como durante la dictadura estaba prohibido leer y hablar el idioma catalán, en estas bibliotecas se escondían libros para conservarlos y poder así ayudar a preservar el idioma.
En 1970, la Biblioteca Sant Pau se trasladó a su ubicación actual, en los terrenos pertenecientes al antiguo Hospital de la Santa Cruz. En 1975, se trasladó frente a ella la Biblioteca de Santa Creu, separada por un estrecho pasaje. Si bien ambas bibliotecas funcionaron durante décadas de manera independiente, en 1997 se convirtieron en una sola.

## Arquitectura
La Biblioteca Sant Pau - Santa Creu, habilitada por el estudio de arquitectura Arq Forum S.L., tiene una superficie construida de 1295 m² y 1040 m² de superficie útil.

## Servicios
Esta biblioteca se especializa en obras del mundo árabe y el subcontinente indio. En ella se pueden encontrar libros en idioma árabe, urdu, punyabí, hindi, bengalí, nepalí, ruso o ucraniano, así como también idiomas europeos más occidentales, como inglés, francés, italiano, alemán, portugués, euskera o gallego. Además del préstamo de libros y material audiovisual, en ella se realizan diversas actividades, tales como clubes de lectura, talleres, charlas y festivales.